# Édouard Drouyn de Lhuys

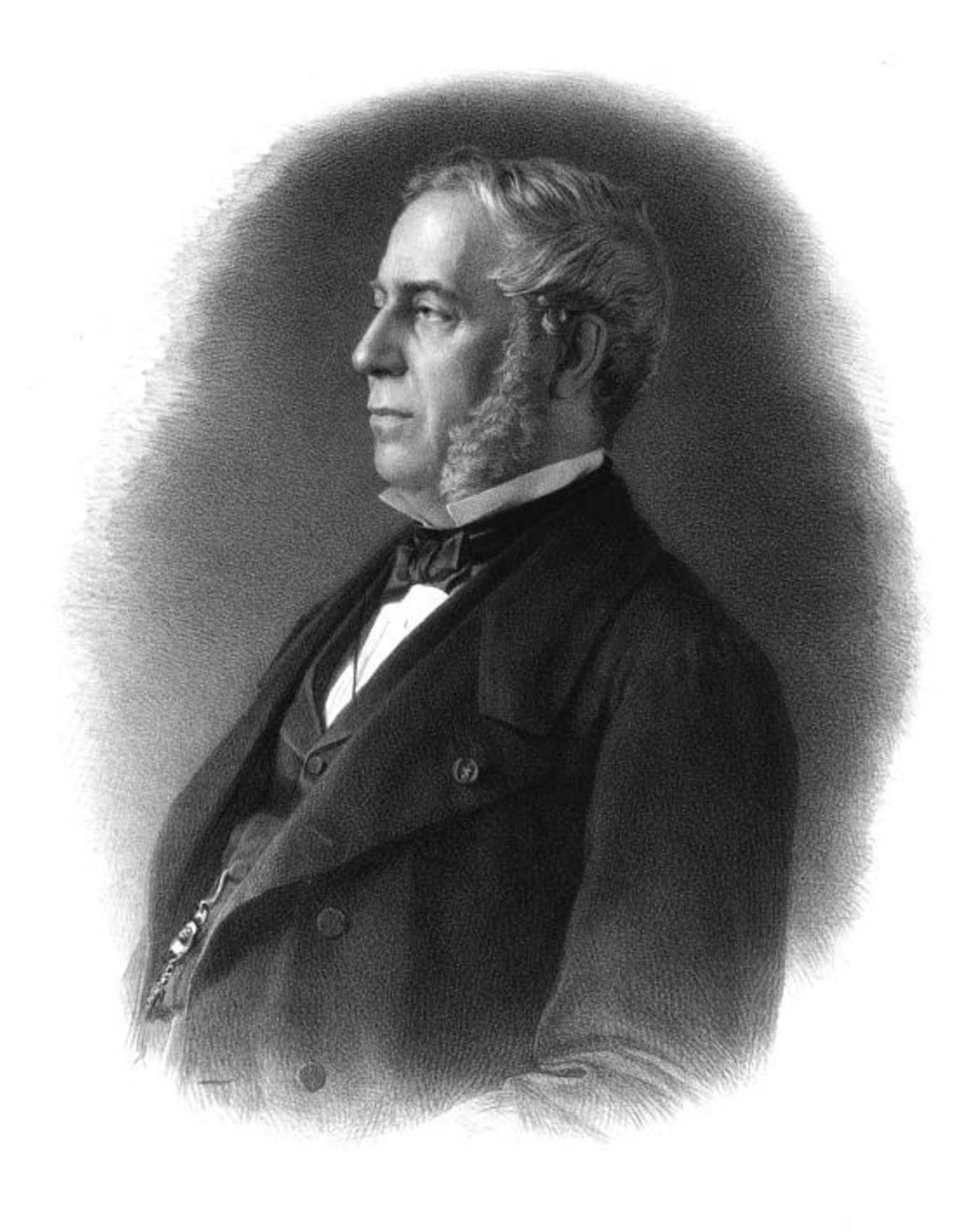
Édouard Drouyn de Lhuys

Édouard Drouyn de Lhuys (* 19. November 1805 in Paris; † 1. März 1881 ebenda) war ein französischer Staatsmann.

## Leben und Wirken
Der Sohn eines Generaleinnehmers besuchte das Pariser Lycée Louis-le-Grand und ab 1825 die dortige Rechtsschule. Anschließend trat er in den diplomatischen Dienst ein und wurde 1830 Gesandtschaftsattaché in Madrid. Nach dem Tod von König Ferdinand VII. wirkte er zwischen 1833 und 1836 als Gesandtschaftssekretär am Hof in Den Haag (König Wilhelm I.). Danach berief man ihn zum Geschäftsträger am Hof von Königin Isabella II. 1840 kehrte er nach Frankreich zurück und wurde in die Direktion der Handelsangelegenheiten im Ministerium des Auswärtigen berufen. Er wurde 1842 in die Abgeordnetenkammer gewählt.
Infolge seiner Opposition gegen François Guizots Politik verlor er sein Staatsamt und griff das Ministerium und die Kammermajorität wegen ihrer Korruption heftig an und beteiligte sich eifrig an der Reformbewegung, die zum Sturz der Julimonarchie führte. Nach demselben in die Konstituante, dann auch in die Legislative gewählt, stimmte er stets mit der Rechten und ward im Mai 1848 Vorsitzender des Komitees für die auswärtigen Angelegenheiten.
Unter Louis Bonapartes Präsidentschaft übernahm Drouyn de Lhuys  mit Wirkung vom 20. Dezember 1848 das Amt des Außenministers und ging im Juni 1849 als außerordentlicher Botschafter nach London an den Hof von Königin Victoria. Im Übergangskabinett vom 10. bis 24. Januar 1850 leitete er abermals das Auswärtige Amt und unterstützte Napoleon III. am 2. Dezember 1851 bei dessen Staatsstreich.
Anschließend beteiligte er sich an der Konsultativkommission (Zweites Kaiserreich) und wurde zum Senator ernannt. Am 28. Juli 1852 übernahm er wieder das Ministerium des Auswärtigen. Eifrig für die Erhaltung des Friedens bemüht, betrieb er nach Ausbruch des Krimkriegs die Abhaltung der Wiener Konferenzen im April 1855, nach deren erfolglosem Ausgang er aus dem Ministerium ausschied. 1856 nahm er auch als Senator seine Entlassung, weil der Kaiser dieser Körperschaft Mangel an Initiative zum Vorwurf gemacht hatte. Seine Muße benutzte er, um durch eine Histoire diplomatique de la crise orientale (Brüssel und Leipzig 1858) sein Verhalten in der orientalischen Frage zu rechtfertigen.
1862 übernahm Drouyn de Lhuys wiederum das Außenministerium. Obwohl er die Politik von Kaiser Franz Joseph I. von Österreich und von Papst Pius IX. unterstützte, unterzeichnete er 1864 die Septemberkonvention mit Italien. Seine Bemühungen für die Polen, die amerikanischen Südstaaten und Dänemark blieben erfolglos. In der deutschen Frage suchte er 1866 vor allem Frankreichs Interessen zu fördern, durch ein Protektorat über Süddeutschland und Abtretung linksrheinischer Gebietsteile.
Als aber Otto von Bismarck im August 1866 die französischen Kompensationsforderungen ablehnte, erklärte Napoleon III., da er für einen Krieg mit Preußen nicht gerüstet war, diese für eine Eigenmächtigkeit Drouyns und entließ ihn am 1. September desselben Jahres. Seitdem beschäftigte er sich mit Ackerbau und Akklimatisationsfragen und starb am 1. März 1881.

## Dedikationsnamen
1866 benannte Albert Louis Geoffroy Saint-Hilaire (1835–1919) den Grünschwanz-Glanzfasan (Lophophorus lhuysii) zu seinen Ehren. Jules Verreaux widmete ihm 1868 den Namen der Weißflügel-Ohrfasan-Unterart (Crossoptilon crossoptilon drouynii).